# William Terry (Politiker)

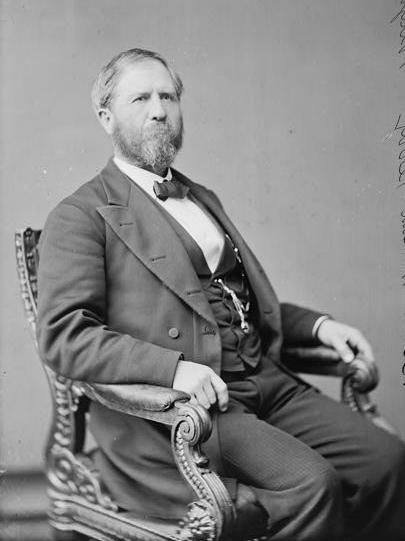
William Terry

William Terry (* 14. August 1824 im Amherst County, Virginia; † 5. September 1888 bei Wytheville, Virginia) war ein US-amerikanischer Politiker. Zwischen 1871 und 1877 vertrat er zweimal den Bundesstaat Virginia im US-Repräsentantenhaus.

## Werdegang
William Terry besuchte die öffentlichen Schulen seiner Heimat und studierte danach bis 1848 an der University of Virginia in Charlottesville. Danach war er für einige Zeit als Lehrer tätig. Nach einem Jurastudium und seiner 1851 erfolgten Zulassung als Rechtsanwalt begann er in Wytheville in diesem Beruf zu arbeiten. Außerdem stieg er in das Zeitungsgeschäft ein. Während des Bürgerkrieges diente Terry als Offizier im Heer der Konföderation. Dabei stieg er bis zum Brigadegeneral auf. Er nahm an mehreren Schlachten teil und wurde mehrfach verwundet. Nach dem Krieg praktizierte er wieder als Anwalt. Gleichzeitig schlug er als Mitglied der Demokratischen Partei eine politische Laufbahn ein.
Bei den Kongresswahlen des Jahres 1870 wurde Terry im achten Wahlbezirk von Virginia in das US-Repräsentantenhaus in Washington, D.C. gewählt, wo er am 4. März 1871 die Nachfolge von James K. Gibson antrat. Da er im Jahr 1872 von seiner Partei nicht mehr zur Wiederwahl nominiert wurde, konnte er bis zum 3. März 1873 zunächst nur eine Legislaturperiode im Kongress absolvieren. Bei den Wahlen des Jahres 1874 wurde Terry im neunten Distrikt seines Staates erneut in den Kongress gewählt, wo er am 4. März 1875 Rees Bowen ablöste. Bus zum 3. März 1877 konnte er eine weitere Amtszeit im Kongress verbringen. Im Jahr 1876 wurde er nicht mehr zur Wiederwahl aufgestellt.
Nach dem Ende seiner Zeit im US-Repräsentantenhaus betätigte sich William Terry wieder als Rechtsanwalt. Im Juni 1880 war er Delegierter zur Democratic National Convention in Cincinnati. Er starb am 5. September 1888 nahe Wytheville, als er bei dem Versuch, einen Fluss zu überqueren, ertrank.